# تشارلي سمول
تشارلي سمول (بالإنجليزية: Charlie Small) هو لاعب كرة قاعدة أمريكي، ولد في 24 أكتوبر 1905 في أوبورن في الولايات المتحدة، وتوفي بنفس المكان في 14 يناير 1953.

## وصلات خارجية
- تشارلي سمول على موقعبيزبول رفرنس.كوم (الدوري الرئيسي) (الإنجليزية)
- تشارلي سمول على موقعبيزبول رفرنس.كوم (الدوري الثانوي) (الإنجليزية)